# Sapotskin
Sapotskin (vitryska: Сапоцкін) är en köping i Vitryssland.   Den ligger i voblasten Hrodna voblast, i den västra delen av landet, 260 km väster om huvudstaden Horad Mіnsk. Sapotskin ligger 148 meter över havet och antalet invånare är 1 003.

## Natur
Terrängen runt Sapotskin är platt, och sluttar norrut. Trakten är tätbefolkad. Närmaste större samhälle är Hrodna, 19,4 km sydost om Sapotskin.